# Hypolimnas mela
Hypolimnas mela är en fjärilsart som beskrevs av Hans Fruhstorfer 1903. Hypolimnas mela ingår i släktet Hypolimnas och familjen praktfjärilar. Inga underarter finns listade i Catalogue of Life.